# 赵琮 (明朝宦官)
赵琮（1384年—1467年），字廷器，别号升庵，景泰时期的尚膳监掌印太监、天顺时期的神宫監掌印太监。

## 生平
洪武十七年，出生。
洪武年间，入侍内府，任长随。
永乐年间，任奉御，掌管御酒房；后升尚膳监右监丞，随军北征。
宣德元年，随驾攻克定州，升尚膳监左监丞，掌神机营左哨兵。
宣德三年，随驾征迤北。
宣德九年，与恭顺侯出征双海子；后任宣府镇守太监。
正统六年，与都督黄真分兵击胡虏，升尚膳监右少监。
景泰元年，升尚膳监掌印太监，赐蟒龙、玉带兼管神机营。
天顺元年，任神宫監掌印太监。
成化三年，去世。